# Aleksandr Karpinski
Aleksandr Petróvich Karpinski (en ruso: Александр Петрович Карпинский; 26 de diciembre de 1846jul./ 7 de enero de 1847greg. (NS) -15 de julio de 1936) fue un prominente naturalista, algólogo, geólogo, mineralogista ruso y soviético, y el presidente de la Academia de Ciencias de Rusia (más tarde Academia de Ciencias de la URSS), entre 1917-1936.

## Biografía
Karpinski era originario de Turyínskiye Rudnikí, gobernación de Perm (hoy Krasnoturyinsk, óblast de Sverdlovsk), en los Montes Urales, en una familia de ingenieros mineros. De 1857 a 1866, estudió en la Escuela de Minería de San Petersburgo; y, en 1863-1866 también asistió al Instituto de Mineralogía. De 1866 a 1869, trabajó en su área de origen, en los Urales, como ingeniero de minas.
En 1869, fue invitado al Instituto de Minas de San Petersburgo como profesor asistente, a la vez que realizaba estudios e investigaciones adicionales. En 1877, recibió la cátedra completa y permaneció allí hasta 1885. Desde 1885 hasta 1916, fue director imperial de investigaciones mineras. 
Su investigación principal se realizó principalmente en los Montes Urales; y completó la primera carta geológica de la Rusia europea. Fue capaz de preservar mucho equipo científico y muchos registros invaluables durante la agitación y el saqueo de la Revolución rusa.
Su cuerpo fue incinerado, y la urna con sus cenizas se encuentra en la Necrópolis de la Muralla del Kremlin, en Moscú. Tiene la fecha de nacimiento más antigua entre quienes fueron honrados de esta forma.

## Obra

### Algunas publicaciones
- An Outline of Physical Geography of European Russia in Past Geological Periods

- The General Character of the Changes in the Earth's Crust within the bounds of European Russia

## Honores

### Membresías
- 1886: elegido en la Academia de Ciencias de Rusia, y en mayo de 1917, presidente, y mantuvo ese rol hasta su muerte.

### Eponimia
- Mineral karpinskita[2]
- Astroblema lunar Karpinski
- Volcanes Grupo Karpinski en la isla Paramushir en las Kuriles
- Glaciar Karpinski, Tierra del Norte, Ártico ruso
- Monte Karpinski, Urales de 1.878 m entre el Óblast de Tiumén y la República de Komi en Rusia
- Ciudad de Karpinsk, Óblast Sverdlovsk, lado este de los Urales
- Instituto de Investigación de Geología de Rusia Karpinski
- 1947 (en el centenario de su natalicio) la Academia de Ciencias de la URSS creó la Medalla Dorada Karpinski, para premiar a sobresalientes aportes en el campo de la geología.

## Galería

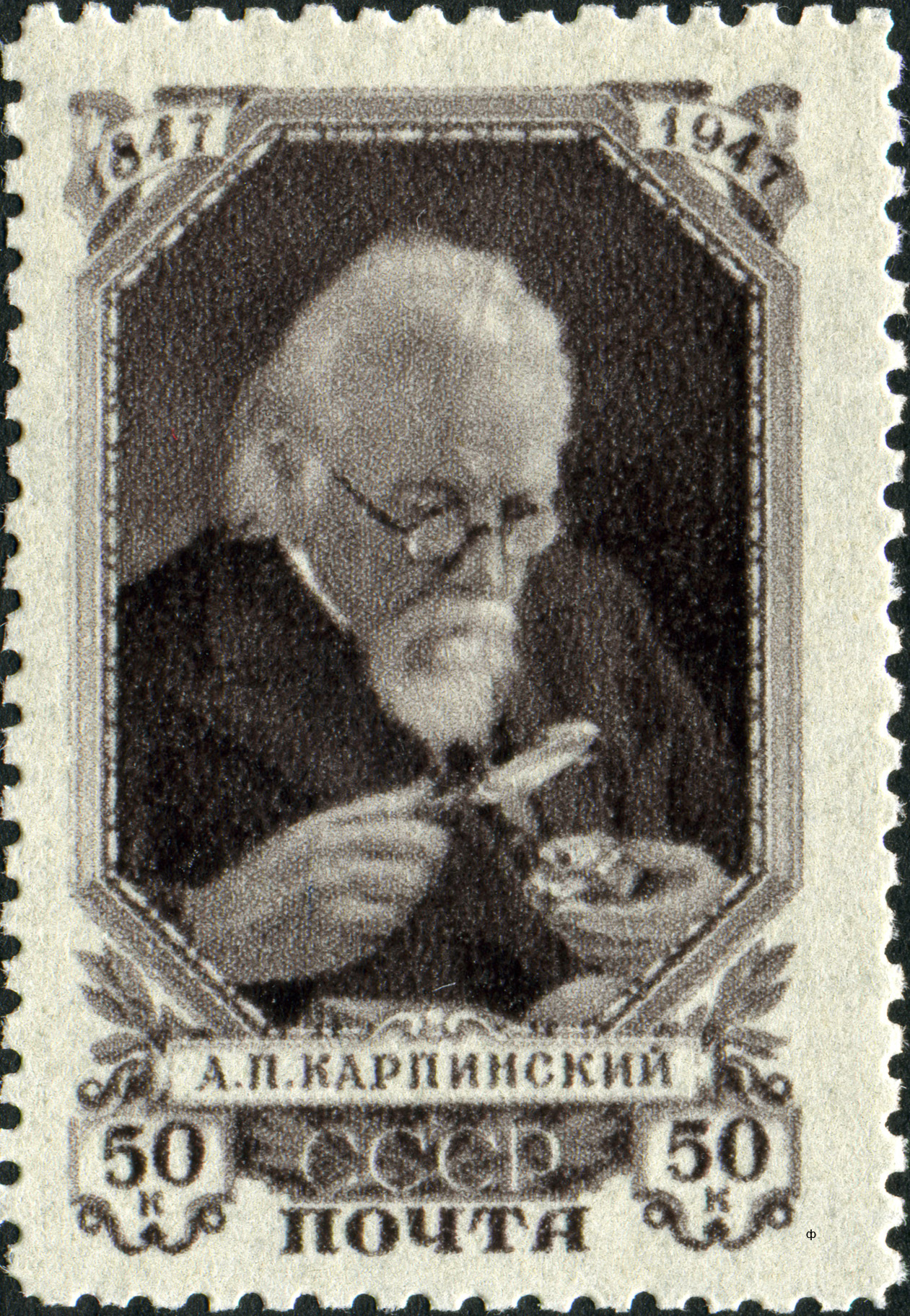
Retrato de Aleksandr Karpinski examinando minerales. Franqueo de la U.R.S.S. para conmemorar el centenario de su nacimiento en 1947.
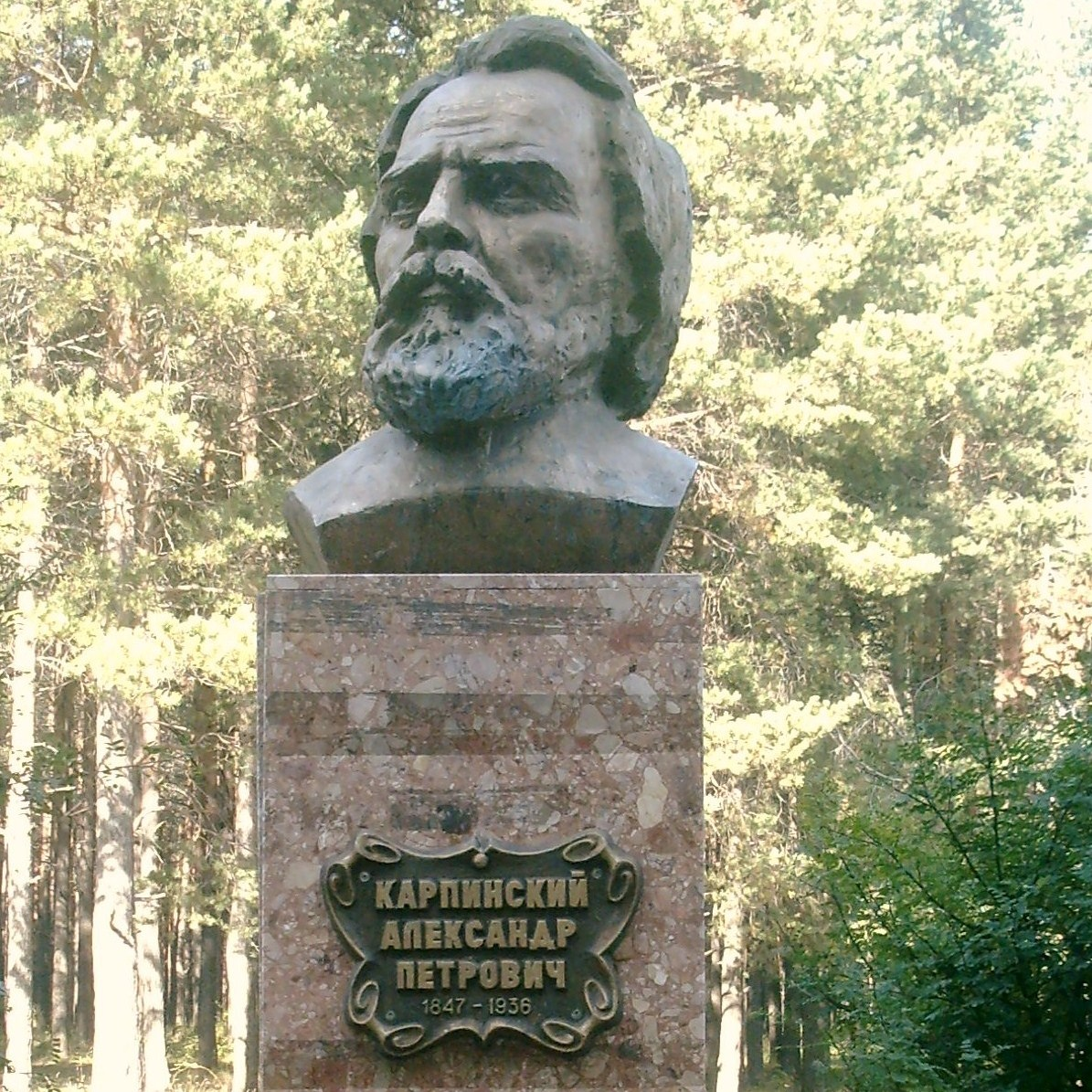
Monumento a Aleksandr Karpinski, en el Óblast de Sverdlovsk.

- La abreviatura «Karpinsky» se emplea para indicar a Aleksandr Karpinski como autoridad en la descripción y clasificación científica de los vegetales.[3]